# Robert Mocny
Robert IV Mocny (ur. około 820, zm. 2 lipca 866) – margrabia Neustrii i hrabia Orleanu od 834 roku, hrabia Wormacji w latach 837–840, hrabia Angers od 853 roku i Andegawenii od 861 roku. Syn Roberta III z Wormacji i Wiltrudy (Waldrady) z Orleanu. Założyciel dynastii Robertynów, która dała początek dynastii Kapetyngów.

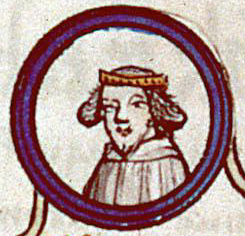
Robert Mocny

## Życiorys
W 840 roku oddał hrabstwo Wormacji hrabiemu Walaho IV i udał się na dwór króla Franków Karola II Łysego. Brał udział w zwycięskich walkach z najazdami normańskimi, głównie w latach 864–865. Robert IV Mocny sprawował dowództwo wojskowe między Sekwaną i Loarą. Tereny te były szczególnie zagrożone przez Normanów. Ludność tych terenów była sparaliżowana strachem, natomiast król był bezsilny. Hrabia doskonale radził sobie z najazdami aż do bohaterskiej śmierci w bitwie pod Brissarthe (2 lipca 866), w walce z najazdem bretońsko-normańskim. Jego śmierć została uwieczniona legendą zapisaną w kronice Reginona z Prüm, chociaż arcybiskup Hinkmar uznał śmierć hrabiego jako karę za zajęcie opactwa w Tours.

## Małżeństwa i dzieci
Robert IV Mocny miał zapewne dwie żony. Imię pierwszej żony Roberta jest nieznane (pojawia się imię Agane ?). Drugą była Adelajda z Tours, córka Hugona I Trwożliwego, hrabiego Tours i Sens, wdowa, jej  pierwszy mąż  zmarł w 862 roku.
Robert doczekał się trójki dzieci:
- Odo (przed 852–898) – król Franków zachodnich w latach 888–898.
- Regnilda – żona Wilhelma z Périgueux
- Robert (ok. 865–923) – król Franków zachodnich w latach 922–923[3].

Po jego śmierci synowie odziedziczyli tylko hrabstwa Blois i Nantes, pozostałe ziemie wraz z obowiązkiem strzeżenia przed wikingami przypadły Hugonowi Opatowi